# Kleinjan Combrinck
Jan Louwrens Combrinck plus connu sous le nom de Kleinjan Combrinck, né le 20 avril 1995 et mort le 10 juin 2018 en Afrique du Sud, est un lutteur sud-africain.

## Biographie
Kleinjan Combrinck remporte la médaille de bronze aux Championnats d'Afrique de lutte 2015 à Alexandrie dans la catégorie des moins de 59 kg en lutte gréco-romaine. Dans cette même catégorie, il est médaillé d'argent aux Jeux africains de 2015 à Brazzaville. Les performances de cette année 2015 lui permettent d'être nommé sportif de l'année par la Fédération sud-africaine de lutte.
Il est sacré champion d'Afrique de lutte libre dans la catégorie des moins de 57 kg en 2018 à Port Harcourt, battant en finale le Nigérian Ebikewenimo Welson et fait partie de l'équipe sud-africaine de lutte participant aux Jeux du Commonwealth de 2018 à Gold Coast.
Il meurt le 10 juin 2018 dans un accident de la route dans le Gauteng entre Springs et Nigel à l'âge de 23 ans.